# 5813-as mellékút (Magyarország)
Az 5813-as mellékút egy bő 3,5 kilométeres hosszúságú, négy számjegyű mellékút Baranya vármegye területén; Garé és Szava községeket köti össze.

## Nyomvonala
Garé központjában ágazik ki az 5815-ös útból, annak a 3+200-as kilométerszelvénye közelében, dél felé. Rákóczi Ferenc utca néven húzódik a déli községrész (Alsófalu vagy Kálomista Garé) főutcájaként a belterület déli széléig, amit mintegy 650 méter után ér el. Körülbelül 1,4 kilométer után ki is lép Garé határai közül és átszeli a következő település, Szava határát, ahol kissé nyugatabbi irányt vesz. 2,4 kilométer után éri el e helység lakott részeit, települési neve ott Kossuth Lajos utca. A belterület nyugati szélét maga mögött hagyva ér véget, beletorkollva az 5814-es útba, annak a 8+150-es kilométerszelvénye közelében.
Teljes hossza, az országos közutak térképes nyilvántartását szolgáló kira.kozut.hu adatbázisa szerint 3,567 kilométer.

## Története
A Kartográfiai Vállalat 1970-ben kiadott Magyarország autótérképe című kiadványa teljes hosszában kiépített, szilárd burkolatú (pormentes) útként jelöli. Ugyanezen kiadó 1990-ben megjelentetett Magyarország autóatlasza egy fokozattal gyengébb minőségre utaló jelöléssel, portalanított útként tünteti fel.

## Települések az út mentén
- Garé
- Szava